# HE-AAC

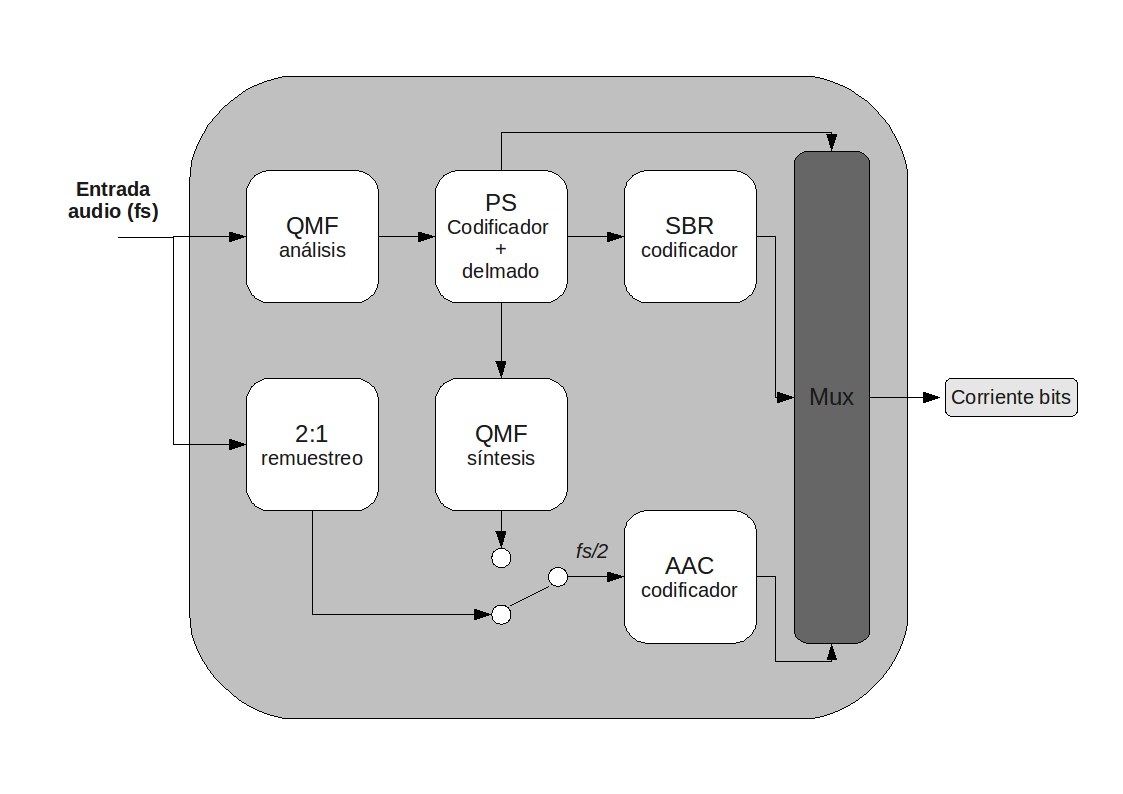

고효율 고급 오디오 부호화(High-Efficiency Advanced Audio Coding, HE-AAC)는 디지털 오디오에서 쓰이는 손실 데이터 압축 방식이다. 복잡성이 낮은 고급 오디오 부호화(AAC LC)이며, 스트리밍 오디오와 같은 낮은 비트레이트 애플리케이션에 최적화되었다.
고효율 고급 오디오 부호화 버전1(HE-AAC v1)은 스펙트럼 대역 복제(Spectral band replication, SBR)를 사용하여 주파수 영역(frequency domain)에서 압축 효율을 향상시킨다. 고효율 고급 오디오 부호화 버전2(HE-AAC v2)는 스펙트럼 대역 복제와 파라메트릭 스테레오(PS)가 한 쌍을 이루어 스테레오 신호의 압축 효율을 향상시킨다.이 기법들을 사용하여 상당한 압축률의 향상을 이끌어 냈으나,박수와 같은 압축하기 어렵다고 알려진 음원에서는 음질의 열화가 발생한다고 알려져 있다.

## 버전
| 버전      | 명칭                                    | 코덱 기능         | 표준                            |
| --------- | --------------------------------------- | ----------------- | ------------------------------- |
| HE-AAC v1 | aacPlus v1, eAAC, AAC+, CT-aacPlus      | AAC LC + SBR      | ISO/IEC 14496-3:2001/Amd 1:2003 |
| HE-AAC v2 | aacPlus v2, eAAC+, AAC++, Enhanced AAC+ | AAC LC + SBR + PS | ISO/IEC 14496-3:2005/Amd 2:2006 |

## 같이 보기
- 고급 오디오 부호화